# 玉麦乡 (阿克陶县)
玉麦乡，是中华人民共和国新疆维吾尔自治区克孜勒苏柯尔克孜自治州阿克陶县下辖的一个乡镇级行政单位。

## 行政区划
玉麦乡下辖以下地区：
恰格尔村、玉麦村、英阿依玛克村、阿勒吞其村、阿玛希村、尤喀克霍伊拉村、库尼萨克村、喀什艾日克村、加依铁热克村、库尔巴格村、兰干村和霍伊拉艾日克村。